# Amleto Frignani
Amleto Frignani (Carpi, 1932. március 1. – Fresno, Kalifornia, 1997. március 2.) olasz válogatott labdarúgó, szélső.

## Pályafutása
Karrierjét szülővárosa csapatában, az akkor még jócskán alacsonyabb osztályú Carpiban kezdte. Egy év után a Reggianához igazolt, majd újabb egy szezon után már a Milan játékosa volt.
Milánóban öt szezont töltött, ezalatt az időszak alatt pedig bajnoki címet is ünnepelhetett a piros-feketékkel. Öt év után egy (de annál sikeresebb) szezont töltött az Udinesénél, amely számára óriási eredmény volt az 1956-57-es szezonban elért negyedik hely. 1957 nyarán Genovába szerződött, ahol Milánóhoz hasonlóan öt idényt töltött. A legnagyobb sikere karrierje utolsó csapatával a Serie B megnyerése volt, amely után vissza is vonult a profi játéktól.
Ő a BEK történetének első olasz góllövője, az 1955-56-os kiírás első körében, a Saarbrücken ellen talált be.
A válogatottban tizennégy találkozón lépett pályára, melyeken hat gólt szerzett. Részt vett az 1954-es világbajnokságon. Itt egy gólt ért el, amit Belgium ellen szerzett.

## Sikerei, díjai
- Viareggio-kupa:
  - 1952, 1953
- Olasz bajnok: 
  - 1954-55
- Serie B: 
  - 1961-62